# Eugénie Sokolnicka

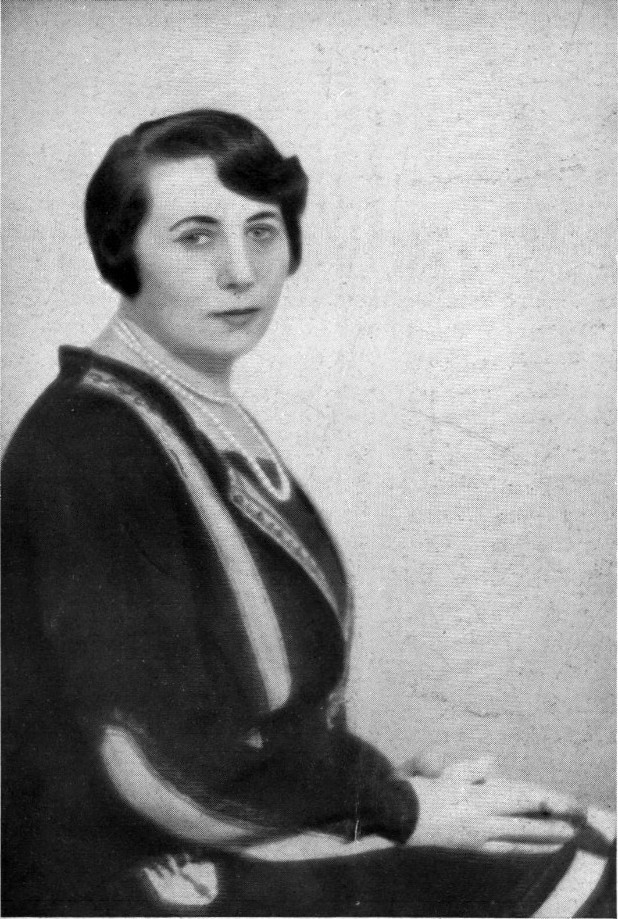
Eugénie Sokolnicka

Eugénie Sokolnicka, geborne Kutner (* 14. Juni 1884 in Warschau; † 19. Mai 1934 in Paris) war eine polnisch-französische Psychoanalytikerin. Als Analysandin von Freud half sie in den 1920er Jahren, die Psychoanalyse nach Frankreich zu bringen. Als Lehranalytikerin analysierte mehrere der jüngeren Psychiater aus dem Centre hospitalier Sainte-Anne in Paris.

## Leben und Wirken
Sie wurde als Tochter einer angesehenen jüdisch-intellektuellen Familie in Warschau geboren. Ihr Vater war der Bankangestellte und Prokurist Maurycy Kutner (um 1837–1897) und ihre Mutter Paulina Flejszer (1846–1929). Ihre Mutter erhielt bei ihrem Tod als polnische Freiheitskämpferin und Beteiligung am Januaraufstand 1863 ein Staatsbegräbnis. Die frühe schulische Ausbildung ihrer Tochter fand hauptsächlich zu Hause statt, auch unter Beteiligung einer französischen Gouvernante. Mit 20 Jahren zog sie nach Paris, wo sie einen Abschluss in Naturwissenschaften und Biologie an der Fakultät für Naturwissenschaften an der Sorbonne absolvierte. In Paris begegnete sie auch ihren zukünftigen Ehemann Michel Sokolnicki (1880–1967), einem Historiker. Nach ihrem akademischen Abschluss kehrte Eugenia Kutner nach Warschau zurück, wo sie am 27. Oktober 1903 in der Pfarrei Allerheiligen heiratete. Er war ein polnischer Gutsbesitzer und zukünftiger Historiker, Politiker und Privatsekretär von Józef Piłsudski. 
Sie widmete sich dem Familienleben bis 1911, als sie eine Ausbildung bzw. Praktikum in Psychiatrie an der Burghölzli-Klinik bei Eugen Bleuler begann, wo sie auch Carl Gustav Jung kennenlernte und eine tiefenpsychologische Ausbildung unter seiner Leitung erhielt. In Zürich wohnte sie in der Susenbergstr. 167. Nach dem Zusammenbruch der Beziehungen zwischen Jung und Freud reiste Sokolnicka nach Wien, wo sie sich einer persönlichen Analyse von Sigmund Freud unterzog. Nach Freuds Terminkalender begann ihre Analyse am 19. März 1914 und dauerte nicht ganz drei Monate. Die psychoanalytischen Sitzungen gestalteten sich durch zum Teil nicht auflösbare Übertragungs-Gegenübertragungs Konstellationen als problematisch.
Zu dieser Zeit nahm Sokolnicka auch an Sitzungen der Wiener Psychoanalytischen Gesellschaft teil. Im gleichen Zeitraum ließ sie sich von ihrem Ehemann scheiden. 
Von 1913 an blieb sie in Wien und wurde im November 1916 Mitglied der dortigen Psychoanalytischen Gesellschaft. 1914 gründete sie ihre eigene Psychoanalytische Praxis in München, wo sie die Lehranalyse von Felix Boehm durchführte. Sie kehrte zu Beginn des Ersten Weltkriegs nach Warschau zurück und versuchte dort vergeblich eine psychoanalytische Gesellschaft aufzubauen. Den Verlauf des Ersten Weltkriegs verbrachte sie in Warschau und Zürich. Anfang 1920 reiste sie nach Budapest und absolvierte ein knappes Jahr lang eine weitere Lehranalyse bei Sándor Ferenczi, von der Ferenczi Elemente in seine Korrespondenz mit Freud berichtete. Sie lebte in Paris in der Rue Chevert 30, im 7. Arrondissement (Paris). In den Jahren zwischen 1922 und 1923 hielt sie Vorlesungen an der École des hautes études en sciences sociales in Paris. René Laforgue ein Psychiater zählte zu einer ihrer ersten Lehranalysanten in Frankreich.
Sokolnicka unterhielt enge Beziehungen zum Diplomaten Władysław Baranowski (1885–1939) und der Mutter von Hanna Segal, Isabella Poznanska, geborene Weintraub. Sie war Gründungsmitglied der Société Psychanalytique de Paris (SPP) am 4. November 1926. Weitere waren, um einige zu nennen, Marie Bonaparte, Adrien Borel, Edouard Pichon, Rudolph Maurice Loewenstein, Georges Parcheminey und weitere. Sie führte mit André Gide eine Psychoanalyse durch und war mit vielen Literaten der Nouvelle Revue Française befreundet.
Obgleich sie eine Klinikerin mit hoher Expertise war, verlor Eugénie Sokolnicka 1923 ihre Stelle am Sainte-Anne, auf Betreiben des neuen Direktors Henri Claude, der keine nicht-ärztlichen Analytiker akzeptierte. Eugénie Sokolnicka beendete ihr eigenes Leben durch eine Gasvergiftung. Sie wurde am 26. Mai auf dem Friedhof Cimetière parisien de Bagneux beigesetzt.

## Publikationen (Auswahl)
- L’analyse d’un cas de névrose obsessionnelle infantile. (1920)
- Analyse einer infantilen Zwangsneurose. Internationale Zeitschrift für Psychoanalyse 6, S. 228–241, 1920
- On the diagnosis and symptomatology of the psycho-analytical theory of the neuroses. Résumé des actes du 6ème Congrès de l’IPA, La Haye, 8–12 septembre 1920 S. 355–356
- Analysis of an Obsessional Neurosis in a Child. International Journal of Psycho-Analysis 3, S. 306–319, 1922
- Quelques problèmes de technique psychanalytique. Revue Française de Psychanalyse 3 (1), S. 1–49, 1929
- Le dynamisme des névroses et la psychanalyse. Prophylaxie mentale, S. 417–425, 1931
- Sur un cas de guérison rapide. Revue Française de Psychanalyse 5 (3), S. 440, 1932
- À propos de l’article de M. René Laforgue. Revue Française de Psychanalyse 6, S. 361–363, 1933